# Золотой парашют
Золотой парашют — компенсация, выплачиваемая руководителям акционерного общества в случае их увольнения либо ухода в отставку по собственной инициативе в результате поглощения этой компании другой или смены собственника. Используется в качестве противодействия враждебному поглощению. Вид, размер и порядок получения компенсации определяется договором о найме на работу, а также регламентирующими документами компании. Размеры золотого парашюта в России могут достигать сотен миллионов рублей.

## Актуальные тенденции
После начала мирового финансового кризиса в 2008 году, одной из причин которого являлась массовая выплата крупных бонусов топ-менеджерам банков и компаний во многих странах с развитой экономикой, проблема «золотых парашютов» оказалась в центре дискуссий, и в ряде государств начали вводиться ограничения на выплату и размер подобных вознаграждений при увольнении.
29 марта 2013 года В. Путин предложил ввести и в России ограничения на «золотые парашюты» для топ-менеджеров. Эта идея вскоре была реализована, поправками в Трудовой кодекс РФ размер «парашюта» ограничен 6 месячными окладами. При этом для топ-менеджеров государственных корпораций со 2 апреля 2014 года размер «парашюта» ограничен тремя месячными окладами.

## Объёмы выплат
Объёмы выплат по золотым парашютам редко составляют более одного процента от текущей рыночной стоимости корпорации. Исследователи Ламберт и Ларкер указывают, что средний объём компенсационных выплат по золотым парашютам составляет 12,1 % от прибыли, полученной корпорацией за год до создания парашюта, и 1,7 % от агрегированной рыночной стоимости её обыкновенных акций.
Средний абсолютный размер золотого парашюта, по данным исследователей Борна, Фариа и Трахана, обычно составляет три годовых заработных платы топ-менеджера (в денежном измерении эти три годовых зарплаты  составляли величину 12,7 млн долл.). Неофициальная практика определения размеров золотых парашютов подтверждает результаты исследований Борна, Фарии и Трахана. Для определения размера золотого парашюта топ-менеджера обычно выбранный показатель (общий размер годовой компенсации менеджера, размер годовой компенсации на акциях) умножается на коэффициент три. Согласно этому правилу, чем более высокую должность занимает менеджер, тем выше коэффициент и наоборот. Для топ-менеджеров применяется множитель, равный трём, для ключевых менеджеров среднего звена коэффициент снижается до двух, а для наиболее ценных сотрудников компании, не имеющих отношения к управленческому звену, он обычно близок к полутора или единице.
29 марта 2013 года на конференции Общероссийского народного фронта депутат Госдумы VI созыва, токарь с 47-летним стажем Валерий Трапезников привёл Путину пример размера золотого парашюта в современной России: глава «Ростелекома» Александр Провоторов получил при увольнении 230 млн руб.. В дальнейшем Арбитражный суд Санкт-Петербурга и Ленинградской области признал незаконным «золотой парашют» Провоторова. По мнению Генпрокуратуры, «выплаты таких компенсаций компаниями с госучастием в неадекватных уровню общего благосостояния населения размерах создают угрозу стабильности общественных отношений и подрывают доверие граждан к госвласти».